# 歐文鎮區 (密歇根州戈吉比克縣)
歐文鎮區（英語：Erwin Township）是位於美國密歇根州戈吉比克縣的一個行政鎮區。

## 地方資料
歐文鎮區的面積為124.70平方千米，當中陸地面積為122.30平方千米，而水域面積為2.40平方千米。根據2020年美國人口普查的數據，當地共有人口267人，而人口密度為每平方千米2.14人。